# John Porter (bestuurder)
John Porter (1957) is een Australisch-Amerikaans bedrijfsleider. Sinds 2013 is hij CEO van het Belgische telecommunicatiebedrijf Telenet Group. Daarvoor werkte hij vanaf 1995 voor het Australische bedrijf Austar.

## Levensloop
John Porter studeerde geschiedenis aan het Kenyon College in de Verenigde Staten en politieke economie aan de Universiteit van Zagreb in Kroatië. Van 1986 tot 1994 werkte als afdelingshoofd hij voor kabeltelevisiebedrijf Time Warner Cable in Ohio. In 1995 werd hij CEO van het pas opgerichte Australische telecommunicatiebedrijf Austar, dat in mei 2012 door Foxtel werd overgenomen. Vervolgens was hij van mei 2012 tot mei 2013 voorzitter van oOh!media. Van 2012 tot 2020 was hij tevens voorzitter van de marketingdienstengroep Enero.
In april 2013 werd hij CEO van het Belgische telecommunicatiebedrijf Telenet. Hij volgde in deze functie Duco Sickinghe op.
Porter is tevens bestuurder van de American Chamber of Commerce in Belgium (Amcham Belgium).